# Tutufa nigrita
Tutufa nigrita là một loài ốc biển, là động vật thân mềm chân bụng sống ở biển trong họ Bursidae.